# فرانكو ألفانو
فرانكو ألفانو (بالإيطالية: Franco Alfano)‏ هو عازف بيانو وملحن وكاتب إيطالي، ولد في 8 مارس 1875 في نابولي في إيطاليا، وتوفي في 26 أكتوبر 1954 في سانريمو في إيطاليا.

## وصلات خارجية
- فرانكو ألفانو على موقع ميوزك برينز (الإنجليزية)
- فرانكو ألفانو على موقع أول ميوزيك (الإنجليزية)
- فرانكو ألفانو على موقع ديسكوغز (الإنجليزية)